# Аппулея
Аппуле́я (лат. Appuleia; около 115 — после 77 гг. до н. э.) — древнеримская матрона, жена Марка Эмилия Лепида. Возможно, была дочерью Луция Аппулея Сатурнина.
От брака с Лепидом имела трёх сыновей: Марка Эмилия Лепида, Луция Корнелия Сципиона Азиатского Эмилиана, Луция Эмилия Павла.
В 77 году до н. э., после смерти Суллы, Лепид поднял мятеж, потерпел ряд поражений и бежал на Сардинию. Тогда Аппулея объявила ему развод, и Марк Эмилий вскоре умер — по одной из версий, от горя (или от чахотки).